# Brad Tavares
Bradley Kaipo Sarbida Tavares, född 21 december 1987 i Kailua i Hawaii, är en amerikansk MMA-utövare som sedan 2010 tävlar i organisationen Ultimate Fighting Championship.